# Octodon degus
Dègue du Chili, Degu, Dégus
Espèce
Répartition géographique
Statut de conservation UICN

 LC  : Préoccupation mineure
Le Dègue du Chili (Octodon degus) est une espèce de petits mammifères de l'ordre des Rongeurs et de la famille des Octodontidés. Il vit dans la partie centrale du Chili à l'état sauvage. Sa population tend à se réduire, car il peuplait également le sud du Chili et des traces de son passage en Argentine ont été retrouvées.
Il est aussi appelé communément degu, dègue, dégus ou octodon par assimilation avec le genre Octodon auquel il appartient et qui doit son nom à des molaires et prémolaires ayant la forme d'un huit, octo en latin.

## Description
Comme les autres octodons, O. degus a une forte tête ovale. Ses oreilles sont assez grandes et développées, par rapport à d'autres rongeurs semi-fouisseurs. L'octodon a des yeux en amande, brun foncé avec une pupille noire. Ses vibrisses peuvent être noires ou blanches et lui permettant de percevoir son environnement.
De taille moyenne, l'octodon est puissant et ressemble à une grande gerbille. À l'état sauvage, son pelage est épais et de couleur agouti. Les parties supérieures du corps vont du gris au brun, souvent avec une pointe d'orangé, la partie inférieure du corps est crème tirant sur le jaune, comme le pourtour de ses yeux. En élevage, des mutations génétiques ou des croisements intentionnels ont aussi fait apparaître des robes de couleur blanche, noire, bleu ardoise (gris), sable, panachée (avec des plages blanches) ou encore fauve.
Sa queue est couverte de petits poils durs et se termine en "plumeau". Il peut perdre par amputation ce dernier, notamment pour éviter les prédateurs.
Ses pattes avant sont munies de 4 doigts, qui lui permettent de manipuler facilement sa nourriture. Ses  pattes postérieures se terminent par des pieds munis de 5 doigts dont les quatre premiers sont bien développés tandis que le 5e est beaucoup plus petit. De longs poils dépassent au-delà des griffes sur les pattes de derrière.
- Poids adulte : 170 à 300 g
- Longueur du corps : 12,5 à 19,5 cm
- Longueur de la queue : 10,5 à 16,5 cm
- Dimorphisme sexuel : Le dimorphisme sexuel est peu apparent. La distance entre l'anus et la papille génitale est plus petite chez la femelle que chez le mâle.
- Espérance de vie : 2 ans dans la nature, de 5 à 7 ans en captivité[5], bien qu'il soit possible de trouver des individus ayant plus de 10 ans.
- Température corporelle : 37,9 °C
- Nombre de chromosomes : 58

## Comportement

### Dans la nature
Le dégus est le rongeur le plus courant dans le centre du Chili. On le trouve sur le versant occidental des Andes où il vit jusqu'à l'altitude de 2000 mètres, dans les steppes et plateaux à proximité de taillis, rochers ou murs. Il y vit en clans formés d'un à deux mâles et jusqu'à six femelles. Ces clans sont regroupés en colonies éparses. Ils affectionnent les terrains protégés par des arbrisseaux touffus et creusent dans un sol sablonneux et rocailleux un système complexe de terriers. Devant les entrées des terriers sont formés de petits monticules qui définissent le statut hiérarchique des mâles de la colonie. La destruction de l'un de ces monticules provoque la perte du statut social de l'animal.

### En captivité

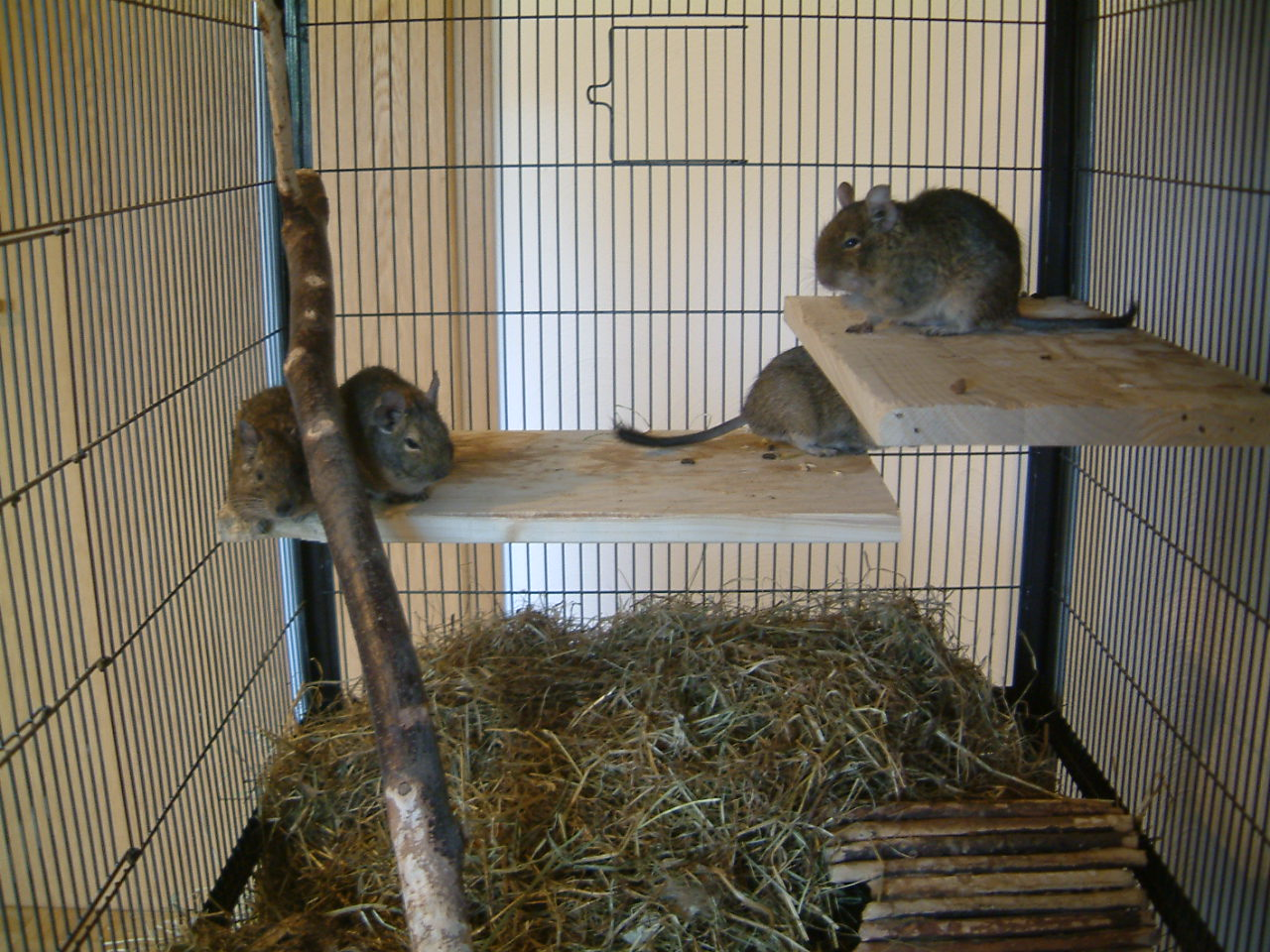
Plusieurs octodons dans une grande cage.

L'Octodon degus est un animal de compagnie faisant partie des NAC, qui est maintenant commun dans les animaleries. Il s'agit d'un rongeur très vif, qui peut être assez timide. Il est possible de l'apprivoiser, avec de la patience et de la douceur. Il est également utilisé comme animal de laboratoire, notamment pour des études autour du diabète et de la maladie d'Alzheimer.
Il s'agit d'un animal grégaire, il est indispensable d'en acquérir plusieurs à fois, notamment de la même portée. Les mâles sont souvent bagarreurs, notamment quand leur environnement n'est pas adapté et peuvent se battre à mort. De manière générale, les groupes d'octodons peuvent être difficiles à maintenir et sujets à de nombreux combats pour des raisons de dominances.
Les octodons ont besoin d'une cage très spacieuse, avec plusieurs étages. Il est important de leur mettre à disposition de nombreuses cachettes et abris. Une roue pleine avec un diamètre d'au moins 30cm pour éviter les accidents doit être à disposition en permanence.
Comme les chinchillas, ils ont besoin d'un bain de sable, pour entretenir leur pelage, mais également pour harmoniser l'odeur du groupe. Les octodons communiquent par la gestuelle, les sons et par les odeurs, pour se reconnaître ou prévenir d'un danger.

## Reproduction

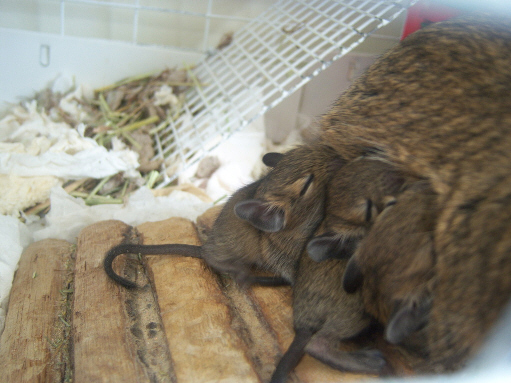
Jeunes octodons en train de téter.

Les octodons atteignent la maturité sexuelle entre 2 et 6 mois. Dans la nature, les portées sont souvent au nombre d'une ou deux par an, cependant, en captivité il leur est possible d'avoir un plus grand nombre de portées. Il faudra entre 87 et 93 jours à la femelle avant de mettre bas. Les portées se composent de 1 à 10 bébés, avec une moyenne de 5 jeunes. Ils naissent pourvus de poils, de dents et leurs yeux sont presque ouverts. Au bout de quelques jours, ils sont capables de manger des aliments durs, même s'ils continuent à téter le lait maternel. Curieux, ils partiront assez vite à l'exploration de leur territoire. Les mères peuvent partager leurs nids et s'occuper indifféremment des bébés. Ils sont sevrés vers leur deuxième mois, quand leur mère arrête de les allaiter.

## Alimentation
L'octodon est un rongeur ayant des prédispositions pour le diabéte qui, dans son milieu naturel, se nourrit d'écorces, de feuilles et de graines. En captivité, l'alimentation est distribuée avec parcimonie et seuls l'eau et le foin de prairie sont laissés à volonté afin de prévenir les problèmes d'obésité. Les autres aliments à sa disposition sont constitués d'un mélange adapté aux octodons, avec un ratio Calcium : Phosphore d'au moins 1,5:2, ne dépassant pas 20% de la ration totale et de compléments frais, pour varier les apports. Ceux-ci sont principalement la verdure riche en fibres et pauvre au sucre, herbes et branchages. Il est intéressant de leur proposer un mélange spécifique, sans céréales. Une équipe de vétérinaire-chercheur a mis au point une alimentation saine, qui consiste à donner un mélange de graines avec un ratio de Calcium : Phosphore idéal pour l'espèce et de complémenter l'alimentation avec des végétaux.

## Santé
Les octodons sont des animaux naturellement diabétique. Cependant, en captivité, de nombreuses pathologies peuvent se développer si leur alimentation ou habitat ne sont pas adaptés.
- Malocclusion dentaire, en particulier des molaires, entraînant progressivement une impossibilité de s'alimenter à cause d'une pousse excessive des dents. Il est indispensable de proposer une alimentation adaptée, car les problèmes dentaires représentent entre 60% et 76% des consultations chez le vétérinaire[19]. D'autres pathologies dentaires peuvent également poser de nombreux problèmes, comme les caries. Les malocclusions dentaires sont diagnostiquées par radio principalement, mais peuvent créer de nombreux symptômes:
  - Incisives trop longues, inégales,
  - Problèmes respiratoires,
  - Perte de poids,
  - Apparitions de "masses" autour et sous la mâchoire,
  - Bave,
  - Blanchissement des incisives,
  - Impossibilité de s'alimenter.
- Déficience en vitamines : se traduit par un blanchissement des incisives.
- Entéropathies d'origine nutritionnelle ou bactérienne (salmonellose) : peuvent survenir à la suite d'un changement de régime alimentaire trop brutal, d'une alimentation inadaptée, de l'absorption de nourriture ou d'eau souillées, d'aliments avariés ou lors d'une intoxication par des plantes. Des fèces très molles en sont le symptôme principal.
- Diabète : incurable. Symptôme le plus fréquent : nette augmentation de la consommation d'eau, des cataractes sont également observées. Le diabète peut être causé notamment par une alimentation trop riche en glucose.
- Obésité : provoque des troubles respiratoires, cardiaques ou articulaires, des déplacements difficiles.

- Chute de poils : les octodons muent deux fois par an, au printemps et à l'automne. Une chute de poils est anormale si elle est prolongée et survient en dehors de ces périodes ; plusieurs facteurs peuvent en être la cause : air ambiant trop chaud et trop sec (exemple : cage placée près d'un radiateur), hygiène insatisfaisante, santé défaillante (refroidissement, maladie infectieuse). D'autres dépilations plus localisées, notamment à la base du museau, peuvent être dues à des frottements répétés de l'animal, contre les barreaux ou d'autres éléments de la cage qu'il tente de ronger, ou encore à des parasites.
- Cataracte qui peut toucher un ou deux yeux. Elle se manifeste par une tache blanche sur l’œil car le cristallin est devenu opaque.
- Queue scalpée : une partie de la queue de l'animal peut se déchirer si elle est saisie ou tirée, ce phénomène, le fur-slip, est un moyen de défense idéal pour fuir, on peut le comparer à celui des lézards, mais contrairement à ces derniers, la queue de l'octodon ne repousse jamais, il est nécessaire de bien désinfecter la queue. La perte de la queue entraîne une baisse de l'équilibre, et l'octodon perd en agilité quand il est sur les arbres.

## Protection de l'espèce
Dans la nature, l'UICN ne considère pas l'octodon comme un animal en danger, il est classé comme ayant un statut de protection mineur (LC). En France, Octodon degus n'est pas mentionné dans la liste des animaux domestiques selon la législation française, l'animal est donc juridiquement considéré par défaut comme un animal sauvage. Un certificat de capacité est donc requis pour l'élevage et la vente. Depuis l'arrêté du 2 juillet 2009 celui-ci est délivré sans consultation de la commission départementale de la nature, des paysages et des sites (CDNPS) sur présentation des diplômes requis,. La simple détention de quelques individus dans le cadre d'un  élevage d'agrément n'est cependant pas soumise à capacité. En Belgique, l'octodon est inscrit sur la liste positive, publiée en 2002, des 42 espèces autorisées à la possession individuelle sur ce territoire.